# Slaget vid Mu'tah
Slaget vid Mu'tah (arabiska : معركة مؤتة, غزوة مؤتة) utkämpades år 629 (5 Jumada al-Awwal 8 AH) nära byn Mu'tah, öster om Jordanfloden. Slaget stod mellan en armé som skickats ut av islamiska profeten Muhammed och en armé från Bysantinska riket.
Enligt muslimska historiska källor var slaget en vedergällning mot ghassanidernas ledare som hade tagit livet av ett sändebud. Slaget slutade utan någon vinnare och båda sidorna kunde dra sig tillbaka, men enligt kristna historiska källor utgick slaget med seger för Bysantinska riket.